# Bitwa pod Palástem
Bitwa pod Palástem (słow.: Bitka pri Plášťovciach) – starcie zbrojne, które rozegrało się w dniach 10 i 11 sierpnia 1552 roku między wojskami chrześcijańskimi a tureckimi pod miejscowością Palást niedaleko dzisiejszych Šah na Słowacji. Budziński pasza zadał chrześcijańskim wojskom druzgocącą klęskę i tym samym umocnił tureckie panowanie w dolnym biegu Ipoli.

## Przesłanki
Wiosną 1552 roku Sulejman Wspaniały wysłał wielkiego wezyra Kara Ahmeda Paszę na kolejną wyprawę na Węgry, której celem było powiększenie podbitych obszarów. W rzeczywistości chcieli zlikwidować wspólną granicę między Królestwem Węgier a Siedmiogrodem i, co za tym idzie, próby zjednoczenia Seklerów i Węgrów. W czasie, gdy Ahmed wkroczył latem na węgierskie terytorium, budziński pasza zaraz po przejściu wiosennych powodzi zaczął działania wojenne na północy z ośmio–, a według niektórych źródeł dwunastotysięczną armią. Zajął Veszprém, a następnie wyruszył na zamek Drégely, którego niewielka załoga stawiła silny opór i pod dowództwem Györgya Szondyego walczyła do ostatniego tchu.

## Przygotowania sił chrześcijańskich

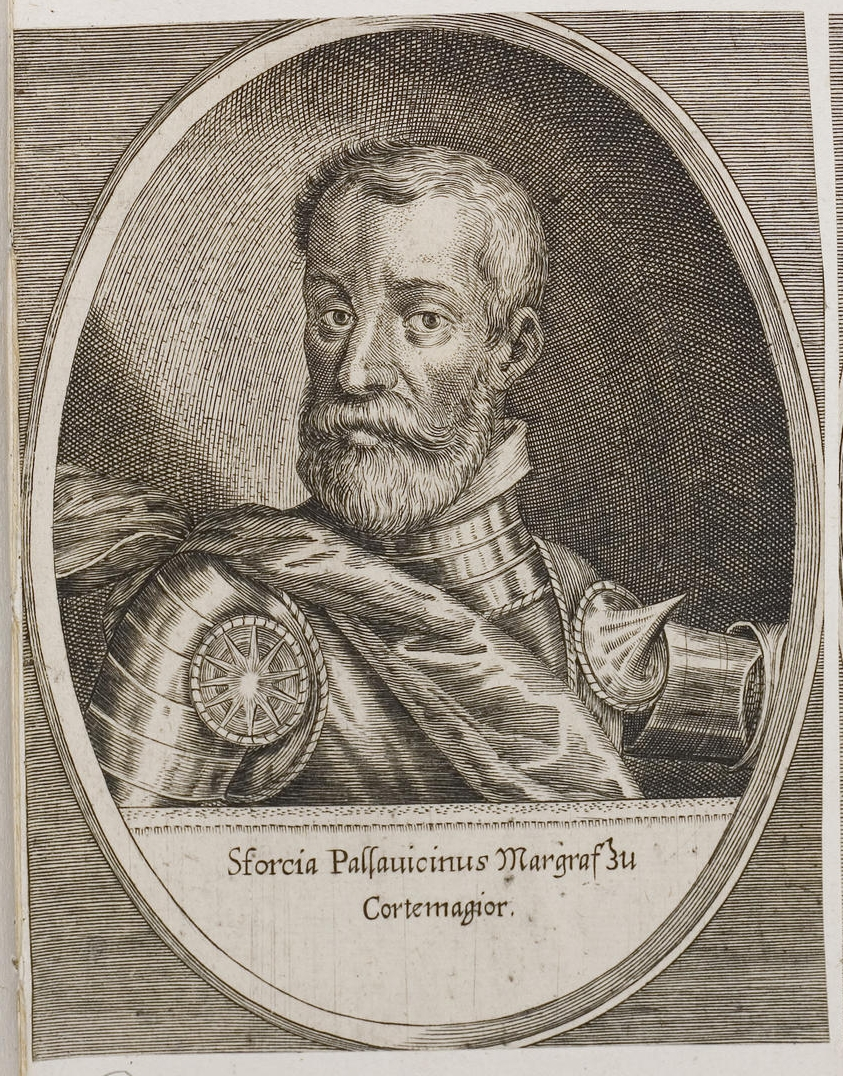
Sforza Pallavicini

Na atak wyjątkowo szybko zareagowało dowództwo austriackiej armii. Na polecenie króla Ferdynanda I wysłano do południowej części Felvidéku (obecnej Słowacji) trzytysięczne wojsko (w części składające się z Hiszpanów) pod dowództwem Erazmusa von Teuffela, którego Węgrzy nazywali Rézmánem Ördögiem lub Mátyásem Ördögiem. Do tej armii dołączył Sforza Pallavicini z włoskimi najemnikami, których część zgromadzono przy wsparciu papieża. Pod wodzą Dietricha von Marcelela przybyło 3000 niemieckiej piechoty, w tym połowa pikinierów i połowa muszkieterów. Oddziały przemaszerowały do miejscowości Egeg, gdzie rozbiły obóz i gdzie dołączyło do von Teuffela jeszcze 800 czeskiej i morawskiej piechoty oraz 800 hajduków. W międzyczasie przybyli żołnierze z załóg zamków w Korponie, Zólyomie i Lévie, w których skład wchodzili zarówno Węgrzy jak i Słowacy. Pod miejscowością Fülek zgromadziło się wojsko zebrane z 10 komitatów. Całkowite siły mogły liczyć w przybliżeniu 10 tysięcy. Większej części chrześcijańskiej armii brakowało potrzebnego doświadczenia wojennego, a również i artylerii. Nie była wyćwiczona, słabo wyposażona i nie brała jeszcze udziału w walkach z Turkami.
Von Teuffel czekał jeszcze przez pewien czas na działa pod zamkiem Zólyom, które dotarły pod Bozók z 500 konnymi. Planował również odbicie zamku Drégely. Kiedy przybył Hadim, rozpoznał ich zamiary i chciał przeszkodzić chrześcijańskiemu wojsku w zrealizowaniu planu i odbiciu Drégely i innych zamków.

## Bitwa
Oddziały przybyły pod Palást 10 sierpnia, gdzie napotkały tysiąc spahisów wysłanych na rozpoznanie. Straż tylna najemników pobiła turecką straż przednią, ale zaraz potem awangarda tureckiej armii pod wodzą Arslana beja uderzyła na chrześcijański obóz, ale udało się ją odeprzeć. Wtedy von Teuffel spróbował wyprowadzić kontratak dużą ilością jazdy, skończył się on krwawą i nierówną walką. Włoscy muszkieterzy zostali przez Turków zepchnięci do doliny, ale węgierskiej kawalerii udało się ich wyswobodzić.
Ali nie brał jeszcze wtedy udziału w bitwie, a walką przeciw chrześcijańskiemu wojsku dowodził, będący w przewadze, Arslan bej. W czasie krwawego starcia korpus oficerski obu stron poniósł duże straty. Austriacki głównodowodzący dopiero wtedy zrozumiał, że Arslan w rzeczywistości chce tylko związać i osłabić jego oddziały, dopóki Ali nie przybędzie z całym wojskiem i wtedy przypuści atak. Zarządził więc odwrót, by móc uporządkować swoje oddziały, ale wtedy nadeszły główne oddziały osmańskie i z 14 dział umieszczonych na okolicznych wzgórzach zaczęły strzelać do piechoty. Chrześcijanie przez pewien czas utrzymali swoje pozycje, ale kiedy do ataku ruszyli azabowie, wycofali się. W międzyczasie niemieckiej i austriackiej kawalerii udało się wyprzeć Turków i bitwa przedłużyła się do następnego dnia.
11 sierpnia doszło do decydującego starcia. Ochota do walki wojsk chrześcijańskich znacznie zmalała, podczas gdy przewaga Turków coraz bardziej rosła. W czasie walki część zapasów prochu chrześcijan wybuchła, powodując zniszczenie kilku dział i panikę wśród Węgrów i Słowaków, którzy prawdopodobnie sądzili, że stracono cały proch. Obce oddziały pozostały na swoich pozycjach, ale w zamieszaniu nie byli w stanie przeciwstawić się atakowi przeciwnika i również uciekli. Z całej armii jedynie Włosi przeciwstawiali się najdłużej Turkom, ale Pallaviciniego wzięto do niewoli. W bitwie wziął również udział György Thury, późniejszy dowódca zamku Léva, który odegrał znaczącą rolę w uratowaniu włoskich oddziałów.
Należy wspomnieć, że Pallavicini i jego Włosi już niejednokrotnie dowiedli swoich zdolności. W czasie oblężenia Budy w 1542 r. Pallavicini wraz z włoskimi żołnierzami wchodzącymi w skład chrześcijańskiego wojska, byli praktycznie jedynymi, którzy dzielnie walczyli przeciwko Turkom. Ferdynand po tym doświadczeniu chętnie utrzymywał włoskie oddziały na Węgrzech i mianował włoskich dowódców.

## Straty
Po bitwie wiele tysięcy chrześcijan leżało martwych na polu bitewnym, a dalsze cztery tysiące trafiło do niewoli, podobnie jak głównodowodzący von Teuffel, który następnie został wywieziony. Prawdopodobnie został stracony na rozkaz sułtana Sulejmana. W bitwie zginął również Ágoston Sbardelatti, biskup Vácu.

## Następstwa
Dzięki zwycięskiej bitwie pod Palástem Turkom udało się umocnić swoją obecność nad dolnym biegiem Ipoli, gdzie utworzyli nowy sandżak ze stolicą w Szécsény. Teren ten Turcy już raz spustoszyli w 1551 r., a teraz akindżi spalili i zniszczyli wiele miejscowości, a wielu mieszkańców wzięli w jasyr.
Wśród mieszkańców górniczych miast zapanowała panika. Władze miejskie próbowały zorganizować obronę, ale nie dostały pomocy od większości okolicznych komitatów. Ani król Ferdynand, ani wielcy panowie nie zrobili nic w ich interesie, najwyżej tylko obiecali pomoc.
Większość zamków granicznych bez walki wpadła w ręce Turków, a Ali pasza bez przeszkód przyłączył się do armii wielkiego wezyra Ahmeda, która obległa Eger.
Klęska pod Palástem pod wieloma względami przypominała stoczoną 15 lat wcześniej bitwę pod Diakovárem. Turcy tam także zniszczyli znacznie większego przeciwnika, który był niewyszkolony i słabo wyposażony.
W czasie tureckiej wyprawy w 1552 r. zdarzyły się tylko dwa zasługujące na wspomnienie starcia w polu: bitwa pod Palástem i pod bitwa pod Szentandrás nad Maruszą, w której krwawą klęskę ponieśli segedyńscy hajducy, próbujący iść z pomocą oblężonemu Temeszwarowi.

## Pamiątki po bitwie

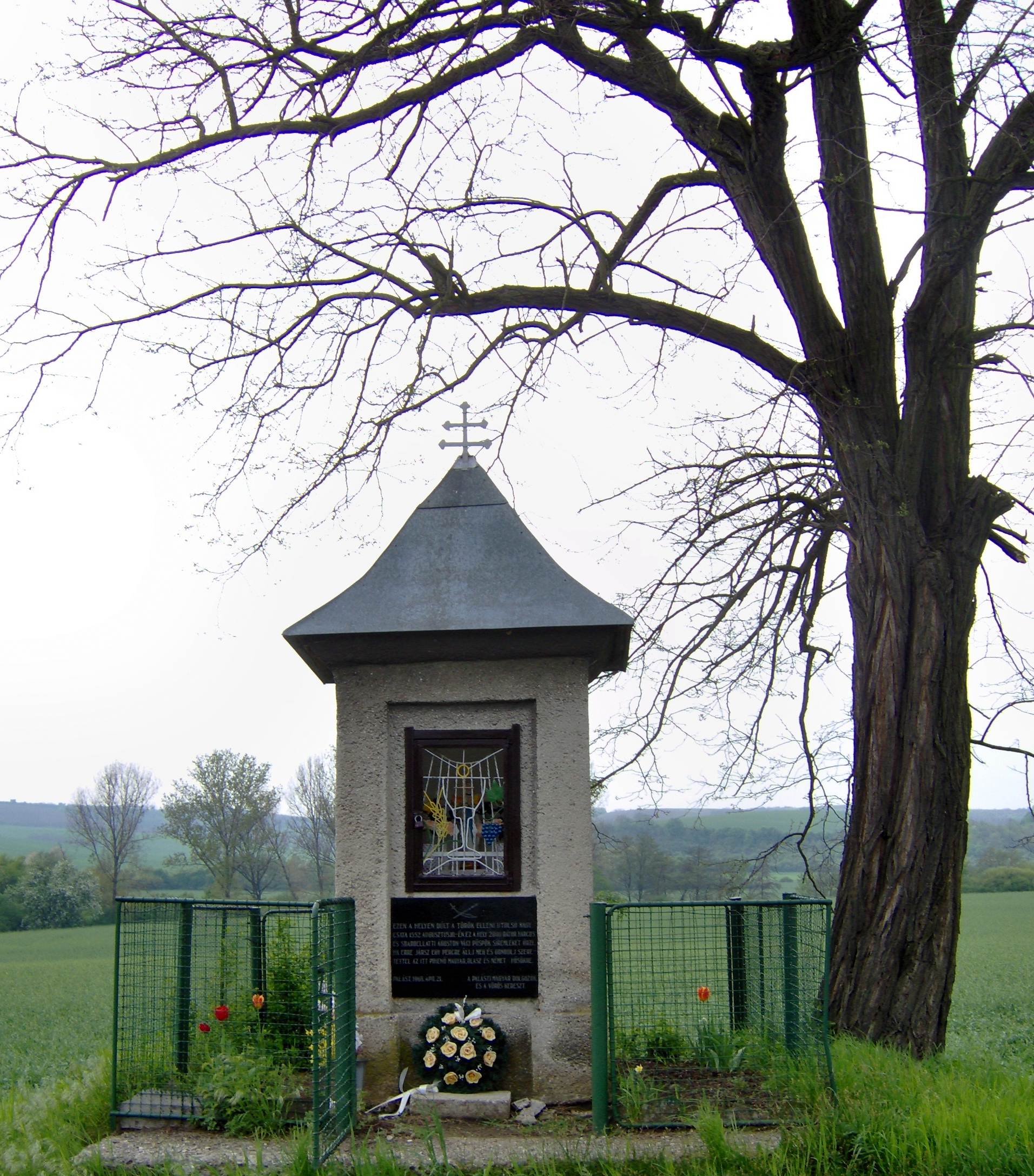
Turecka kaplica na polu bitwy

Po bitwie pozostał ślad nie tylko w literaturze historycznej, ale dzięki Sebestyénowi Tinódiemu Lantosowi trafiła też do literatury pięknej w dziele Ördög Mátyás veszödelme. Zbiór dzieł Sebestyéna Tinódiego Lantosa wydano w Koloszwarze w 1554 roku pod tytułem Cronica. Na polu bitwy stoi natomiast kolumna z tablicą pamiątkową, znana jako „Török-kápolna”, (Turecka kaplica). Na kaplicy położonej obok miejscowości znajduje się tablica poświęcona padłemu w bitwie biskupowi Vácu Ágostonowi Sbardelattiemu, który był jednym z ostatnich węgierskich wyższych duchownych poległych w walce. Również Mór Jókai wspomina bitwę pod Palástem w swoim dziele  A magyar nemzet története regényes rajzokban.